# Choufgebergte

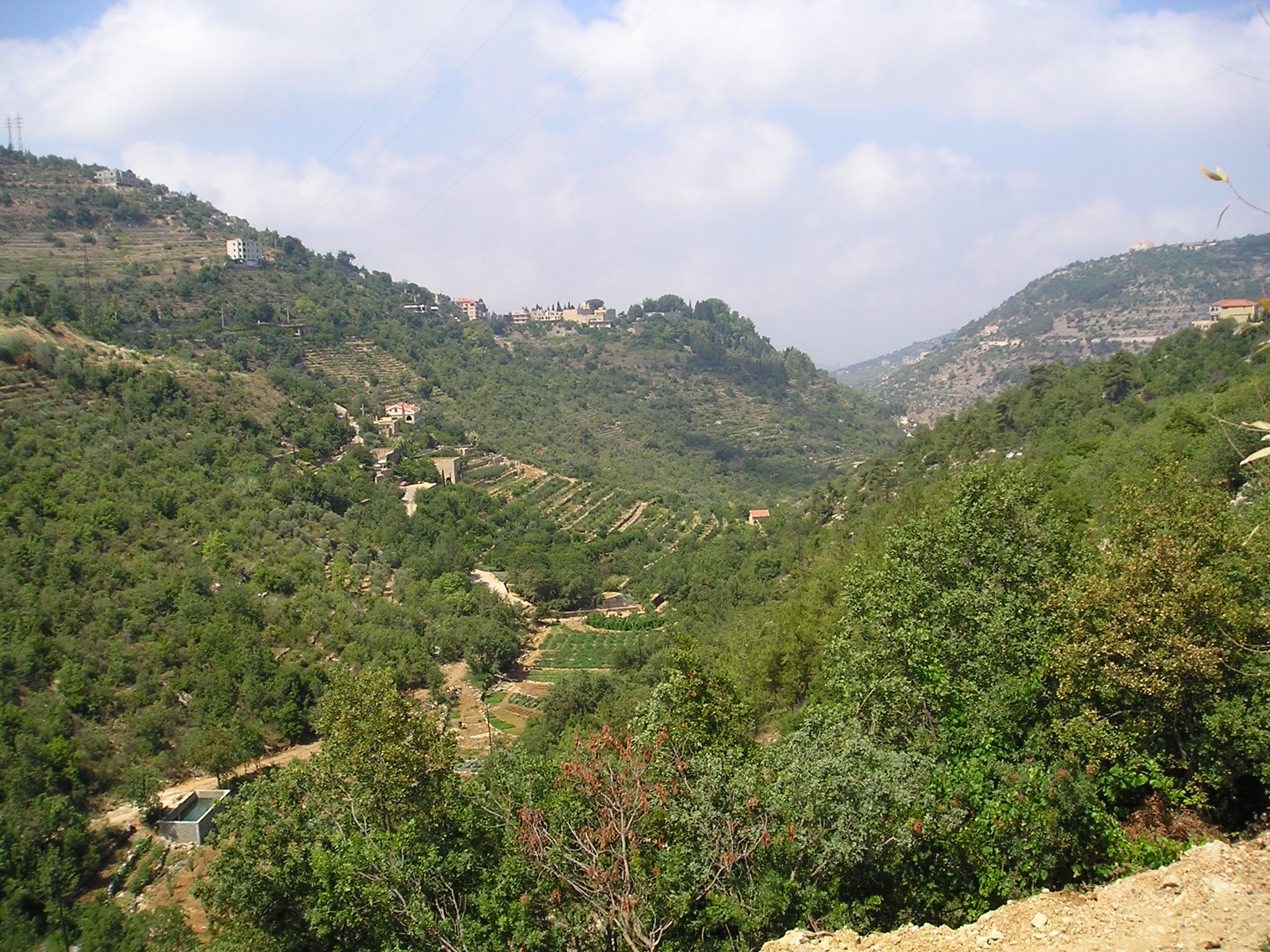
Choufgebergte

Het Choufgebergte is een deel van het gebergte Libanon en ligt in het centrale deel van Libanon. Het is traditioneel het deel van Libanon waar veel Druzen wonen.